# رون سن
رون سن (بالإنجليزية: Ron Sun)‏ هو عالم نفس وعالم حاسوب أمريكي، ولد في 8 أكتوبر 1960.

## وصلات خارجية
- الموقع الرسمي